# Muri bei Bern
Muri bei Bern là một đô thị trong huyện Bern-Mittelland, bang Bern, Thụy Sĩ. Đô thị này có diện tích 7,63 km2, dân số thời điểm tháng 12 năm 2020 là 13182 người.